# Bakaye Traoré
Bakaye Traoré (Bondy, 6 marzo 1985) è un ex calciatore maliano, di ruolo centrocampista.

## Caratteristiche
Era un calciatore dotato di buona forza fisica, facilità di corsa e tiro potente; poteva giocare in diversi ruoli del centrocampo, ma la sua posizione ideale era quella di interno in un 4-4-2.

## Carriera

### Club
Durante la stagione 2005-2006 riesce ad imporsi nella sua squadra, l'Amiens, partendo spesso da titolare e nella stagione successiva la sua squadra sfiora la promozione in Ligue 1 classificandosi al 4º posto in classifica. Durante la stagione 2008-2009 totalizza 36 presenze e 9 gol tra campionato e Coppa di Francia e Coppa di Lega.
Il 10 giugno 2009 viene ingaggiato dal Nancy con cui firma un contratto triennale; Traoré ha quindi la possibilità di giocare in Ligue 1 nella stagione 2009-2010. Debutta in questa competizione l'8 agosto seguente nella vittoria per 3-1 allo Stadio Nungesser contro il Valenciennes, partita in cui segna anche una rete.
Fermo per circa due mesi a causa di un attacco di malaria, nella Ligue 1 2011-2012 risulta essere molto importante per la salvezza del Nancy.
In scadenza di contratto con la squadra francese, il 9 maggio 2012 viene ufficializzato il suo trasferimento al Milan, a cui si lega fino al 30 giugno 2015. Il centrocampista maliano sceglie di indossare la maglia numero 12.
 Il 26 settembre seguente fa il suo esordio con la squadra milanese, in occasione della vittoria casalinga per 2-0 contro il Cagliari; con questa presenza, inoltre, raggiunge la sua 200ª partita in carriera con maglie di club. Il 20 febbraio 2013 debutta nelle competizioni UEFA per club, nel corso della partita valevole per gli ottavi di finale di Champions League giocata a San Siro e vinta per 2-0 contro il Barcellona.
Il 5 settembre 2013 si trasferisce in prestito ai turchi del Kayseri Erciyesspor. Il 3 maggio 2014 realizza il suo primo gol con la squadra turca in occasione della partita di campionato contro il Gaziantepspor, vinta per 1 a 0. In totale nella stagione con il Kayseri Erciyesspor gioca 27 partite (25 in campionato e 2 in Coppa di Turchia) segnando un gol.
Il 20 giugno 2014 viene acquistato dal Bursaspor, con cui gioca per due stagioni prima di annunciare il suo ritiro dal calcio.

### Nazionale
L'11 febbraio 2009 ha esordito con la maglia della nazionale maliana, nell'amichevole vinta per 4-0 contro l'Angola.
Ha preso parte a due diverse edizioni della Coppa d'Africa (2010 e 2012), ottenendo come miglior risultato una medaglia di bronzo.

## Statistiche

### Presenze e reti nei club
| Stagione         | Squadra             | Campionato       | Campionato | Campionato | Coppe nazionali | Coppe nazionali | Coppe nazionali | Coppe continentali | Coppe continentali | Coppe continentali | Altre coppe | Altre coppe | Altre coppe | Totale | Totale |
| Stagione         | Squadra             | Comp             | Pres       | Reti       | Comp            | Pres            | Reti            | Comp               | Pres               | Reti               | Comp        | Pres        | Reti        | Pres   | Reti   |
| ---------------- | ------------------- | ---------------- | ---------- | ---------- | --------------- | --------------- | --------------- | ------------------ | ------------------ | ------------------ | ----------- | ----------- | ----------- | ------ | ------ |
| 2004-2005        | Amiens              | L2               | 2          | 0          | CF+CdL          | 0               | 0               | -                  | -                  | -                  | -           | -           | -           | 2      | 0      |
| 2005-2006        | Amiens              | L2               | 22         | 0          | CF+CdL          | 1+1             | 0               | -                  | -                  | -                  | -           | -           | -           | 24     | 0      |
| 2006-2007        | Amiens              | L2               | 17         | 0          | CF+CdL          | 1+1             | 0               | -                  | -                  | -                  | -           | -           | -           | 19     | 0      |
| 2007-2008        | Amiens              | L2               | 31         | 6          | CF+CdL          | 4+3             | 2+1             | -                  | -                  | -                  | -           | -           | -           | 38     | 9      |
| 2008-2009        | Amiens              | L2               | 34         | 8          | CF+CdL          | 1+1             | 0+1             | -                  | -                  | -                  | -           | -           | -           | 36     | 9      |
| Totale Amiens    | Totale Amiens       | Totale Amiens    | 106        | 14         |                 | 13              | 4               |                    | 0                  | 0                  |             | 0           | 0           | 119    | 18     |
| 2009-2010        | Nancy               | L1               | 22         | 1          | CF+CdL          | 1+1             | 0               | -                  | -                  | -                  | -           | -           | -           | 24     | 1      |
| 2010-2011        | Nancy               | L1               | 29         | 5          | CF+CdL          | 3+1             | 0               | -                  | -                  | -                  | -           | -           | -           | 33     | 5      |
| 2011-2012        | Nancy               | L1               | 22         | 5          | CF+CdL          | 1+0             | 0               | -                  | -                  | -                  | -           | -           | -           | 23     | 5      |
| Totale Nancy     | Totale Nancy        | Totale Nancy     | 73         | 11         |                 | 7               | 0               |                    | 0                  | 0                  |             | 0           | 0           | 80     | 11     |
| 2012-2013        | Milan               | A                | 7          | 0          | CI              | 1               | 0               | UCL                | 1                  | 0                  | -           | -           | -           | 9      | 0      |
| 2013-2014        | Kayseri Erciyesspor | SL               | 25         | 1          | CT              | 2               | 0               | -                  | -                  | -                  | -           | -           | -           | 27     | 1      |
| 2014-2015        | Bursaspor           | SL               | 10         | -          | CT              | 6               | 2               | UEL                | 2                  | 0                  | -           | -           | -           | 18     | 2      |
| 2015-2016        | Bursaspor           | SL               | 8          | 1          | CT              | 5               | 2               | -                  | -                  | -                  | -           | -           | -           | 13     | 3      |
| Totale Bursaspor | Totale Bursaspor    | Totale Bursaspor | 18         | 1          |                 | 11              | 4               |                    | 2                  | 0                  |             | 0           | 0           | 31     | 5      |
| Totale carriera  | Totale carriera     | Totale carriera  | 229        | 27         |                 | 34              | 8               |                    | 3                  | 0                  |             | 0           | 0           | 266    | 35     |

### Presenze e reti in nazionale
| Cronologia completa delle presenze e delle reti in nazionale ― Mali | Cronologia completa delle presenze e delle reti in nazionale ― Mali | Cronologia completa delle presenze e delle reti in nazionale ― Mali | Cronologia completa delle presenze e delle reti in nazionale ― Mali | Cronologia completa delle presenze e delle reti in nazionale ― Mali | Cronologia completa delle presenze e delle reti in nazionale ― Mali | Cronologia completa delle presenze e delle reti in nazionale ― Mali | Cronologia completa delle presenze e delle reti in nazionale ― Mali |
| Data                                                                | Città                                                               | In casa                                                             | Risultato                                                           | Ospiti                                                              | Competizione                                                        | Reti                                                                | Note                                                                |
| ------------------------------------------------------------------- | ------------------------------------------------------------------- | ------------------------------------------------------------------- | ------------------------------------------------------------------- | ------------------------------------------------------------------- | ------------------------------------------------------------------- | ------------------------------------------------------------------- | ------------------------------------------------------------------- |
| 11-2-2009                                                           | Bois-Guillaume                                                      | Angola                                                              | 0 – 4                                                               | Mali                                                                | Amichevole                                                          | -                                                                   |                                                                     |
| 28-3-2009                                                           | Omdurman                                                            | Sudan                                                               | 1 – 1                                                               | Mali                                                                | Qual. Mondiali 2010                                                 | -                                                                   |                                                                     |
| 21-6-2009                                                           | Bamako                                                              | Mali                                                                | 3 – 1                                                               | Benin                                                               | Qual. Mondiali 2010                                                 | -                                                                   |                                                                     |
| 12-8-2009                                                           | Le Petit-Quevilly                                                   | Mali                                                                | 3 – 0                                                               | Burkina Faso                                                        | Amichevole                                                          | -                                                                   |                                                                     |
| 6-9-2009                                                            | Cotonou                                                             | Benin                                                               | 1 – 1                                                               | Mali                                                                | Qual. Mondiali 2010                                                 | -                                                                   |                                                                     |
| 11-10-2009                                                          | Bamako                                                              | Mali                                                                | 1 – 0                                                               | Sudan                                                               | Qual. Mondiali 2010                                                 | -                                                                   |                                                                     |
| 30-12-2009                                                          | Doha                                                                | Mali                                                                | 2 – 1                                                               | Iran                                                                | Amichevole                                                          | 1                                                                   |                                                                     |
| 2-1-2010                                                            | Doha                                                                | Qatar                                                               | 0 – 0                                                               | Mali                                                                | Amichevole                                                          | -                                                                   |                                                                     |
| 4-1-2010                                                            | Doha                                                                | Egitto                                                              | 1 – 0                                                               | Mali                                                                | Amichevole                                                          | -                                                                   |                                                                     |
| 10-1-2010                                                           | Luanda                                                              | Angola                                                              | 4 – 4                                                               | Mali                                                                | Coppa d'Africa 2010 - 1º turno                                      | -                                                                   |                                                                     |
| 11-8-2010                                                           | Marignane                                                           | Mali                                                                | 0 – 2                                                               | Guinea                                                              | Amichevole                                                          | -                                                                   |                                                                     |
| 4-9-2010                                                            | Praia                                                               | Capo Verde                                                          | 1 – 0                                                               | Mali                                                                | Qual. Coppa d'Africa 2012                                           | -                                                                   |                                                                     |
| 5-6-2011                                                            | Harare                                                              | Zimbabwe                                                            | 2 – 1                                                               | Mali                                                                | Qual. Coppa d'Africa 2012                                           | -                                                                   |                                                                     |
| 3-9-2011                                                            | Bamako                                                              | Mali                                                                | 3 – 0                                                               | Capo Verde                                                          | Qual. Coppa d'Africa 2012                                           | -                                                                   |                                                                     |
| 11-11-2011                                                          | Saint-Leu-la-Forêt                                                  | Burkina Faso                                                        | 1 – 1                                                               | Mali                                                                | Amichevole                                                          | -                                                                   |                                                                     |
| 24-1-2012                                                           | Franceville                                                         | Mali                                                                | 1 – 0                                                               | Guinea                                                              | Coppa d'Africa 2012 - 1º turno                                      | 1                                                                   |                                                                     |
| 28-1-2012                                                           | Franceville                                                         | Ghana                                                               | 2 – 0                                                               | Mali                                                                | Coppa d'Africa 2012 - 1º turno                                      | -                                                                   |                                                                     |
| 1-2-2012                                                            | Libreville                                                          | Botswana                                                            | 1 – 2                                                               | Mali                                                                | Coppa d'Africa 2012 - 1º turno                                      | -                                                                   |                                                                     |
| 5-2-2012                                                            | Libreville                                                          | Gabon                                                               | 1 – 1 dts (4-5 dtr)                                                 | Mali                                                                | Coppa d'Africa 2012 - Quarti                                        | -                                                                   |                                                                     |
| 8-2-2012                                                            | Libreville                                                          | Mali                                                                | 0 – 1                                                               | Costa d'Avorio                                                      | Coppa d'Africa 2012 - Semifinale                                    | -                                                                   |                                                                     |
| 11-2-2012                                                           | Malabo                                                              | Ghana                                                               | 0 – 2                                                               | Mali                                                                | Coppa d'Africa 2012 - Finale 3º posto                               | -                                                                   | 3º posto                                                            |
| 5-3-2014                                                            | Saint-Leu-la-Forêt                                                  | Senegal                                                             | 1 – 1                                                               | Mali                                                                | Amichevole                                                          | -                                                                   |                                                                     |
| 7-9-2014                                                            | Bamako                                                              | Mali                                                                | 2 – 0                                                               | Malawi                                                              | Qual. Coppa d'Africa 2015                                           | -                                                                   |                                                                     |
| 11-10-2014                                                          | Addis Abeba                                                         | Etiopia                                                             | 0 – 2                                                               | Mali                                                                | Qual. Coppa d'Africa 2015                                           | -                                                                   |                                                                     |
| 15-10-2014                                                          | Bamako                                                              | Mali                                                                | 2 – 3                                                               | Etiopia                                                             | Qual. Coppa d'Africa 2015                                           | -                                                                   |                                                                     |
| Totale                                                              |                                                                     | Presenze                                                            | 25                                                                  |                                                                     | Reti                                                                | 2                                                                   |                                                                     |